# Eleições estaduais em Pernambuco em 1954
As eleições estaduais em Pernambuco em 1954 ocorreram em 3 de outubro como parte das eleições gerais no Distrito Federal, em 20 estados e nos territórios federais do Acre, Amapá, Rondônia e Roraima. Foram eleitos o governador Cordeiro de Farias, os senadores Jarbas Maranhão e Antônio de Novais Filho, além de 22 deputados federais e 65 deputados estaduais.
Gaúcho de Jaguarão, o militar Osvaldo Cordeiro de Farias sentou praça na Escola Militar do Realengo e participou do Movimento Tenentista antes de comandar um dos destacamentos da Coluna Prestes. Com o fim do movimento exilou-se na Bolívia, mas retornou de forma clandestina ao Brasil em 1928, onde foi preso. Absolvido posteriormente, foi reintegrado ao Exército Brasileiro e participou da Revolução de 1930. Quando a Junta Militar de 1930 esteve no poder, trabalhou no gabinete do ministro da Guerra, Leite de Castro. Sob a presidência de Getúlio Vargas, assumiu a chefia de polícia em São Paulo e após deixar o cargo combateu a Revolução Constitucionalista de 1932. De volta à cidade do Rio de Janeiro, opôs-se à Aliança Nacional Libertadora.
Concluído o curso na Escola de Comando e Estado-Maior do Exército, foi lotado na Terceira Região Militar em Porto Alegre e chegou ao cargo de interventor federal no Rio Grande do Sul em 1938. Saiu do posto após cinco anos e integrou-se, como General, à Força Expedicionária Brasileira e lutou na Itália durante a Segunda Guerra Mundial. Com o fim do conflito ajudou a derrubar o Estado Novo e em 1949 assumiu a direção da Escola Superior de Guerra e depois foi realocado para o Comando Militar do Nordeste. Filiado ao PSD, elegeu-se governador de Pernambuco em 1954 e garantiu o quarto triunfo consecutivo do partido em disputas pelo Palácio do Campo das Princesas.
Paraibano de Cabaceiras, Otávio Correia é advogado pela Universidade Federal de Pernambuco e em 1930 foi nomeado prefeito de Vertente do Lério. Após o fim da Era Vargas, foi eleito deputado estadual via PSD em 1947 e foi governador interino nos sete meses anteriores à posse de Barbosa Lima Sobrinho. Eleito deputado federal em 1950, licenciou-se para ser secretário de Justiça no governo Etelvino Lins e depois venceu a eleição para deputado estadual pelo PTB em 1954 e vice-governador de Pernambuco em 1957.

## Resultado da eleição para governador
Em relação à disputa pelo governo estadual os arquivos do Tribunal Superior Eleitoral informam o comparecimento de 459.573 eleitores, dos quais 443.931 foram votos nominais ou votos válidos. Foram apurados também 9.394 votos em branco (2,04%) 6.248 votos nulos (1,36%).
| Candidatos a governador do estado | Candidatos a vice-governador | Número | Coligação           | Votação | Percentual |
| --------------------------------- | ---------------------------- | ------ | ------------------- | ------- | ---------- |
| Cordeiro de Farias PSD            | Não havia -                  | -      | PSD (sem coligação) | 239.315 | 53,91%     |
| João Cleofas UDN                  | Não havia -                  | -      | UDN (sem coligação) | 204.616 | 46,09%     |
| Fontes:                           |                              |        |                     |         |            |

## Resultado da eleição para vice-governador
Em 23 de maio de 1957, a Assembleia Legislativa de Pernambuco realizou uma sessão especial destinada a criar o cargo de vice-governador e eleger seu ocupante, o qual foi empossado no mesmo dia. Presentes sessenta e um deputados, houve um voto em branco, com o seguinte resultado:
| Candidatos a governador do estado | Candidatos a vice-governador | Número | Coligação           | Votação | Percentual |
| --------------------------------- | ---------------------------- | ------ | ------------------- | ------- | ---------- |
| Não havia -                       | Otávio Correia PTB           | -      | PTB (sem coligação) | 52      | 88,14%     |
| Não havia -                       | Miguel Arraes PST            | -      | PST (sem coligação) | 6       | 10,17%     |
| Não havia -                       | José Mixto de Oliveira UDN   | -      | UDN (sem coligação) | 1       | 1,69%      |
| Fontes:                           |                              |        |                     |         |            |

## Biografia dos senadores eleitos

### Jarbas Maranhão
Na disputa para senador, o candidato eleito com maior votação foi o advogado Jarbas Maranhão. Formado pela Universidade Federal de Pernambuco, ele nasceu em Nazaré da Mata e foi oficial de gabinete do interventor Agamenon Magalhães e depois fundou e presidiu a seção pernambucana da Legião Brasileira de Assistência. Eleito deputado federal em 1945 e 1950, chegou a presidir o diretório estadual do PSD, legenda da qual saiu após integrar uma dissidência apesar de ter sido um dos fundadores da mesma. Depois de algum tempo ingressou no PST e em 1954 foi eleito para o Senado Federal.

### Antônio de Novais Filho
Também advogado e igualmente formado na Universidade Federal de Pernambuco, o agropecuarista Antônio de Novais Filho nasceu em Cabo de Santo Agostinho. Membro do Instituto Histórico e Geográfico de Pernambuco e colaborador do Diário de Pernambuco, foi secretário de Agricultura na interventoria de Amaro de Azambuja Vilanova e depois prefeito do Recife por oito anos por escolha de Agamenon Magalhães. Eleito senador pelo PSD em 1945, ingressou depois no PL e ao final do governo Eurico Gaspar Dutra foi ministro da Agricultura e ministro interino da Educação antes de ser reeleito senador em 1954.

## Resultado da eleição para senador
Em relação à disputa para senador os arquivos do Tribunal Superior Eleitoral informam o comparecimento de 919.146 eleitores, dos quais 807.794 foram votos nominais ou votos válidos. Foram apurados também 100.404 votos em branco (10,92%) 10.948 votos nulos (1,19%).
| Candidatos a senador da República | Candidatos a suplente de senador | Número | Coligação | Votação | Percentual |
| --------------------------------- | -------------------------------- | ------ | --------- | ------- | ---------- |
| Jarbas Maranhão PST               | Nelson Firmo UDN                 | -      | UDN, PST  | 208.077 | 25,76%     |
| Antônio de Novais Filho PL        | Luís Guedes PSD                  | -      | PSD, PL   | 204.091 | 25,26%     |
| João Roma PSD                     | Monteiro de Morais PSD           | -      | PSD, PL   | 199.584 | 24,71%     |
| Barbosa Lima Sobrinho PST         | Manuel César Morais Rego UDN     | -      | UDN, PST  | 196.042 | 24,27%     |
| Fontes:                           |                                  |        |           |         |            |

## Deputados federais eleitos
São relacionados os candidatos eleitos com informações complementares da Câmara dos Deputados.

Representação eleita
  PSD: 12
  UDN: 4
  PTB: 3
  PDC: 1
  PSP: 1
  PL: 1

| Deputados federais eleitos | Partido | Votação | Percentual | Cidade onde nasceu      | Unidade federativa |
| Armando Monteiro Filho     | PSD     | 22.715  |            | Recife                  | Pernambuco         |
| José Maciel                | PSD     | 20.128  |            | Pesqueira               | Pernambuco         |
| Antônio Pereira            | PSD     | 19.511  |            | Recife                  | Pernambuco         |
| Barros Carvalho            | PTB     | 19.401  |            | Palmares                | Pernambuco         |
| José Lopes                 | UDN     | 18.571  |            | Ribeirão                | Pernambuco         |
| Heráclio Rego              | PSD     | 17.578  |            | Limoeiro                | Pernambuco         |
| Adelmar Carvalho           | UDN     | 17.451  |            | Olinda                  | Pernambuco         |
| Arruda Câmara              | PDC     | 17.109  |            | Afogados da Ingazeira   | Pernambuco         |
| Magalhães Melo             | PSD     | 16.366  |            | Recife                  | Pernambuco         |
| Oscar Carneiro             | PSD     | 16.584  |            | Paudalho                | Pernambuco         |
| Nilo Coelho                | PSD     | 16.488  |            | Petrolina               | Pernambuco         |
| Paulo Germano              | PSD     | 16.402  |            | Recife                  | Pernambuco         |
| Ulisses Lins               | PSD     | 15.826  |            | Sertânia                | Pernambuco         |
| Osvaldo Lima Filho         | PSP     | 14.633  |            | Cabo de Santo Agostinho | Pernambuco         |
| Genésio Guerra             | UDN     | 14.230  |            | Umbuzeiro               | Paraíba            |
| Josué de Castro            | PTB     | 14.076  |            | Recife                  | Pernambuco         |
| Estácio Souto Maior        | PTB     | 12.804  |            | Bom Jardim              | Pernambuco         |
| Luís Dias Lins             | UDN     | 12.693  |            | Recife                  | Pernambuco         |
| Ney Maranhão               | PL      | 12.287  |            | Moreno                  | Pernambuco         |
| José de Pontes Vieira      | PSD     | 11.765  |            | Caruaru                 | Pernambuco         |
| Moury Fernandes            | PSD     | 11.462  |            | Recife                  | Pernambuco         |
| Amaury Pedrosa             | PSD     | 9.975   |            | Recife                  | Pernambuco         |
| Fontes:                    |         |         |            |                         |                    |

## Deputados estaduais eleitos
Estavam em jogo as 65 cadeiras da Assembleia Legislativa de Pernambuco.

Representação eleita
  PSD: 24
  PTB: 14
  UDN: 12
  PDC: 5
  PST: 5
  PSB: 2
  PRT: 1
  PSP: 1
  PR: 1

Fonteː
| Deputados estaduais eleitos             | Partido | Votação | Percentual | Cidade onde nasceu      | Unidade federativa |
| Alcides Teixeira                        | PST     | 10.150  |            | Recife                  | Pernambuco         |
| João Arruda Marinho dos Santos          | PSD     | 5.564   |            | Pesqueira               | Pernambuco         |
| Fábio Corrêa de Oliveira Andrade        | PSD     | 4.912   |            | Escada                  | Pernambuco         |
| Orlando da Cunha Parahym                | PSD     | 4.851   |            | São Lourenço da Mata    | Pernambuco         |
| Metódio de Godoy Lima                   | PSD     | 4.628   |            | Itapetim                | Pernambuco         |
| Irineu de Pontes Vieira                 | PST     | 4.595   |            | Caruaru                 | Pernambuco         |
| Carlos Daniel Magalhães                 | PSD     | 4.212   |            | Salvador                | Bahia              |
| Elpídio de Noronha Branco               | PSD     | 4.140   |            | Igarassu                | Pernambuco         |
| José Francisco de Melo Cavalcanti       | PSD     | 4.022   |            | Recife                  | Pernambuco         |
| Tabosa de Almeida                       | PSD     | 3.969   |            | Caruaru                 | Pernambuco         |
| Rinaldo Pinho Alves                     | PTB     | 3.968   |            | Olinda                  | Pernambuco         |
| Padre Luiz Wanderley Simões             | PSD     | 3.648   |            | Ouricuri                | Pernambuco         |
| Miguel Caitano Monteiro Santos          | PSD     | 3.623   |            | Serra Talhada           | Pernambuco         |
| Lívio de Souza Valença                  | PSD     | 3.590   |            | Capoeiras               | Pernambuco         |
| Antônio Heráclito do Rêgo               | UDN     | 3.576   |            | Limoeiro                | Pernambuco         |
| Moacir Sales de Araújo                  | PSD     | 3.569   |            | Abreu e Lima            | Pernambuco         |
| Maria Elisa Viegas de Medeiros          | PDC     | 3.560   |            | Recife                  | Pernambuco         |
| Antônio Luiz da Silva Filho             | PDC     | 3.527   |            | Recife                  | Pernambuco         |
| Otávio Correia                          | PTB     | 3.510   |            | Cabaceiras              | Paraíba            |
| José Joaquim da Silva Filho             | PSD     | 3.453   |            | Garanhuns               | Pernambuco         |
| Osvaldo Coelho                          | PSD     | 3.449   |            | Juazeiro                | Bahia              |
| Gérson de Albuquerque Maranhão          | PSD     | 3.430   |            | Moreno                  | Pernambuco         |
| Walfredo Paulino de Siqueira            | PSD     | 3.416   |            | São José do Egito       | Pernambuco         |
| Clélio Lemos                            | PSD     | 3.405   |            | Recife                  | Pernambuco         |
| Drayton Nejaim                          | PSP     | 3.354   |            | Caruaru                 | Pernambuco         |
| Inácio Mariano Valadares Filho          | UDN     | 3.344   |            | São José do Egito       | Pernambuco         |
| Alexandre Gomes da Fonseca              | PTB     | 3.337   |            | Recife                  | Pernambuco         |
| Luís Portela de Carvalho                | PSD     | 3.332   |            | Palmares                | Pernambuco         |
| Olímpio de Souza Ferraz                 | UDN     | 3.299   |            | Dormentes               | Pernambuco         |
| Alcides Lopes de Siqueira               | PSD     | 3.273   |            | Sirinhaém               | Pernambuco         |
| Augusto Novaes                          | PRT     | 3.227   |            | Escada                  | Pernambuco         |
| Paulo Guerra                            | PSD     | 3.171   |            | Nazaré da Mata          | Pernambuco         |
| Manuel Cordeiro de Melo Filho           | PSD     | 3.131   |            | Carnaíba                | Pernambuco         |
| Constantino Maranhão                    | PTB     | 3.129   |            | Moreno                  | Pernambuco         |
| José Abilio d'Albuquerque Ávila         | PSD     | 3.127   |            | Chã Grande              | Pernambuco         |
| Emídio Cavalcanti de Albuquerque        | PSD     | 3.061   |            | Cabo de Santo Agostinho | Pernambuco         |
| Veneziano Vital do Rêgo                 | PTB     | 3.023   |            | Campina Grande          | Paraíba            |
| Waldemir Cardoso da Cunha               | PST     | 3.000   |            | Camaragibe              | Pernambuco         |
| João Calado Borba                       | UDN     | 2.908   |            | Jaboatão dos Guararapes | Pernambuco         |
| João Teobaldo de Azevedo                | UDN     | 2.901   |            | Carpina                 | Pernambuco         |
| Felipe Coelho                           | UDN     | 2.900   |            | Ouricuri                | Pernambuco         |
| José Mixto de Oliveira                  | UDN     | 2.888   |            | Lagoa de Itaenga        | Pernambuco         |
| Francisco de Morais Heráclito           | UDN     | 2.776   |            | Limoeiro                | Pernambuco         |
| Inácio de Lemos Vasconcelos             | UDN     | 2.776   |            | Serra Talhada           | Pernambuco         |
| Antônio Cavalcanti Novaes               | UDN     | 2.719   |            | Floresta                | Pernambuco         |
| Suetone Alencar                         | UDN     | 2.717   |            | Salgueiro               | Pernambuco         |
| Edgar Bezerra Leite                     | PTB     | 2.708   |            | Bonito                  | Pernambuco         |
| Arnaldo Maciel                          | UDN     | 2.689   |            | Belo Jardim             | Pernambuco         |
| Agripino Ferreira de Almeida            | PDC     | 2.565   |            | Vertentes               | Pernambuco         |
| José Gomes de Sá                        | PTB     | 2.561   |            | Sousa                   | Paraíba            |
| Luís de França Cavalcanti da Costa Lima | PTB     | 2.553   |            | Igarassu                | Pernambuco         |
| Beroaldo Lopes Maia                     | PDC     | 2.498   |            | Ribeirão                | Pernambuco         |
| Edgar Moury Fernandes                   | PSD     | 2.491   |            | Recife                  | Pernambuco         |
| Clodomir Santos de Morais               | PTB     | 2.460   |            | Santa Maria da Vitória  | Bahia              |
| Ednaldo de Sousa Alves                  | PSB     | 2.421   |            | Brejo da Madre de Deus  | Pernambuco         |
| Alfredo Américo Leite                   | PTB     | 2.380   |            | Garanhuns               | Pernambuco         |
| Francisco Alberto Moreira Falcão        | PTB     | 2.316   |            | Bom Conselho            | Pernambuco         |
| João Vieira de Menezes                  | PTB     | 2.286   |            | Araripina               | Pernambuco         |
| Paulo Viana de Queiroz                  | PTB     | 2.104   |            | Bonito                  | Pernambuco         |
| Adalberto Gomes Pereira Guerra          | PTB     | 2.033   |            | Rio Formoso             | Pernambuco         |
| Miguel Arraes                           | PST     | 1.959   |            | Araripe                 | Ceará              |
| Barreto Guimarães                       | PST     | 1.862   |            | Recife                  | Pernambuco         |
| Júlio Fernandino de Barros Melo         | PDC     | 1.690   |            | São Bento do Una        | Pernambuco         |
| José de Andrade de Sousa                | PR      | 1.486   |            | Buíque                  | Pernambuco         |
| Francisco Julião                        | PSB     | 497     |            | Bom Jardim              | Pernambuco         |
| Fontes:                                 |         |         |            |                         |                    |